# Jacqueline Brumaire
Jacqueline Brumaire, nom artístic de Jacqueline Thévenin (Herblay, Sena i Oise, França, 5 de novembre de 1921 - Nancy, Meurthe i Mosel·la, 29 d'octubre de 2000) fou una soprano francesa. El seu cognom artístic correspon al nom (en francès) del mes del seu naixement segons el calendari republicà francès, el mes de Brumari.

## Biografia
Jacqueline Brumaire va fer els estudis de piano al Conservatori de París. Va ser acompanyant cantants com a pianista que va aprendre a cantar. En 1946 va debutar a l'Opéra-Comique de París en Les noces de Fígaro de Mozart, en el paper de la Comtessa. A continuació, el mateix any, va cantar la Juliette de Roméo et Juliette de Gounod.
Comença després la seva carrera internacional: La Scala de Milà, teatres de Suïssa, Regne Unit, Espanya i Bèlgica. Les seves intel·ligents interpretacions i la seva veu subtil li permeten d'abordar papers de soprano lírica del repertori francès i italià, com ara Mimi de La bohème de Puccini, Micaëla de Carmen de Bizet, Antonia dels Contes d'Hoffmann de Jacques Offenbach i Marguerite del Faust de Charles Gounod.
A continuació aborda el repertori mozartià, amb Fiordiligi de Così fan tutte i Donna Anna de Don Giovanni. El seu enregistrament discogràfic d'aquestes heroïnes mozartianes li suposa el rebre un premi de l'Académie Charles-Cros.
Va participar en estrenes d'òperes contemporànies. L'any 1951 va cantar Madame Bovary d'Emmanuel Bondeville i l'any següent el Don Juan de Manara d'Henri Tomasi. Va cantar també obres de Manuel Rosenthal i de Darius Milhaud. En 1952 va participar en la reestrena de l'òpera Les Indes galantes, una de les sis òpera-ballet de Jean-Philippe Rameau, a l'Òpera Garnier de París.
A Catalunya va participar el 8 de novembre de 1958 en un concert pertanyent a la celebració del cinquantè aniversari del Palau de la Música Catalana de Barcelona, amb la primera audició del Stabat Mater de Francis Poulenc, amb l'Orfeó Català i la direcció de Lluís Maria Millet. El compositor va estar present durant el concert. Posteriorment va participar en altres concerts a Catalunya, com ara en el Rèquiem de Verdi en març de 1964 en ocasió del concert número 1000 de l'Orfeó Català, amb els cantants Josephine Veasey, Murray Dickie i Frederick Guthrie.
En retirar-se dels escenaris, a començaments de la dècada del 1970, es va dedicar a l'ensenyament de cant al Conservatori de Lió, a la direcció del cor del Gran Teatre de Nancy i com a professora del conservatori regional d'aquesta mateixa ciutat.
Nomenada per la Comissió de Cant de la Direcció Nacional de Música del Ministeri Cultura francès, va anar en 1981 enviada a la Xina, a la ciutat de Pequín, amb la finalitat de participar en la preparació de la representació de Carmen de Bizet per un conjunt xinès i direcció escènica de René Terrasson, sota la direcció musical de Jean Périsson.
El seu llibre autobiogràfic, Les arcanes de la création lyrique: réflexions et souvenirs, va ser publicat el setembre de 2000, poques setmanes abans del traspàs de la cantant, el 29 d'octubre.

## Publicacions
- Brumaire, Jacquelilne. Les arcanes de la création lyrique: réflexions et souvenirs.  Nancy: Association les Brumairiades, 1996.
- Thévenin, Jacquelilne. La Baraka ou si Jacqueline Brumaire m'était contée.  Nancy: Bialec, 2000. Autobiografia. Boeknummer: RO80193335.

## Homenatges i distincions
- Cavaller de l'Orde Nacional del Mèrit de França.
- Cavaller de l'Orde de les Arts i les Lletres de França.
- Nomenada membre de l'Acadèmia de Stanislas en 1992.[6]
- Presidenta del Cercle Nancéien d'Art Lyrique (de Nancy).
- La ciutat de Nancy ha donat el seu nom a un carrer.[7]